# Samuel P. Huntington
Samuel P. Huntington (New York, 1927. április 18. – New York, 2008. december 24.) amerikai politikatudós, a Harvard Egyetem professzora. A civilizációk összecsapása és a világrend átalakulása című könyvével vált világszerte ismertté.

## Pályája
Huntington régi angolszász családban született. Apja, Richard Thomas Huntington, szállodai szakmai lapok kiadója, anyja, Dorothy Sanborn novellaíró volt. 18 évesen kitüntetéssel végzett a Yale Egyetemen, majd rövid ideig a hadseregben szolgált. Doktori disszertációját (Ph.D.) 23 évesen a Harvardon védte meg, ahol ezután oktatni kezdett. 1970-ben Warren Demian Manshellel együtt megalapította, majd évekig vezette a Foreign Policy című befolyásos amerikai külpolitikai szaklapot. 1977-ben és 1978-ban, Jimmy Carter elnöksége alatt az Amerikai Egyesült Államok Nemzetbiztonsági Tanácsának fehér házbeli koordinátora volt.

## Fő műve
Huntington neve a szélesebb közvélemény előtt 1996-ban vált ismertté, amikor kiadta a A civilizációk összecsapása és a világrend átalakulása című művét. Ezt a Foreign Policy folyóiratban 1993-ban megjelent hasonló című, nagy vihart kavart cikkének bővebb kifejtéseként írta meg. A könyv – miként a cikk is – a hidegháború utáni politikai, ideológiai helyzetet elemzi. Az eredeti publikáció Francis Fukuyama A történelem vége és az utolsó ember c. 1992-ben megjelent könyvére adott reakció, „kvázi-kritika” volt. Huntington nézete szerint a politikai ideológiák civilizációkon belüli összecsapását felváltja a vallás és a kultúra civilizációk közötti összecsapása. A szerző civilizáció alatt a legmagasabb kulturális csoportosulás, a kulturális identitás legtágabb szintjét érti, ez alapján 8 civilizációt különböztet meg, melyek határvonala nem mindig követi az országhatárokat.

## Munkái
- The Soldier and the State: The Theory and Politics of Civil-Military Relations (1957)
- The Common Defense: Strategic Programs in National Politics (1961)
- Political Order in Changing Societies (1968)
- The Crisis of Democracy: On the Governability of Democracies (1976)
- American Politics: The Promise of Disharmony (1981)
- The Third Wave: Democratization in the Late Twentieth Century (1991)
- The Clash of Civilizations and the Remaking of World Order (1996), magyarul A civilizációk összecsapása és a világrend átalakulása címen az Európa Könyvkiadó gondozásában jelent meg több kiadásban (először 1998-ban)
- Culture Matters: How Values Shape Human Progress (2000)
- Who Are We? The Challenges to America's National Identity (2004)

## Magyarul megjelent művei
- A katona és az állam. A civil és a katonai szféra viszonyának elmélete és politikája; ford. Félix Pál; Zrínyi–Atlanti, Bp., 1994
- A civilizációk összecsapása és a világrend átalakulása; ford. Puszta Dóra, Gázsity Mila, Gecsényi Györgyi, szerk. Ara-Kovács Attila; Európa, Bp., 1998
- Kik vagyunk mi? Az amerikai nemzeti identitás dilemmái; ford. Szabó László Zsolt; Európa, Bp., 2005